# Ondas de Love

Desplazamientos en una onda Love

En elastodinámica, las ondas de Love, denominadas así en honor de Augustus Edward Hough Love, son un tipo de ondas superficiales polarizadas horizontalmente.
Las ondas de Love son el resultado de la interferencia de numerosas ondas del tipo S (ondas secundarias) propagadas por una capa elástica superficial (es decir, sin otra capa exterior) situada por encima de otro medio elástico. En sismología, las ondas de Love (también conocidas como ondas Q (del alemán Quer: lateral)) son las ondas sísmicas superficiales y horizontales que causan desplazamientos laterales del terreno durante un terremoto. Augustus Edward Hough Love,  matemático y geofísico del Reino Unido, predijo matemáticamente la existencia de estas ondas en 1911.  Forman una clase diferente de otros tipos de ondas sísmicas, como las ondas de presión P y las ondas secundarias S (ambas ondas sísmicas), o las ondas de Rayleigh (otro tipo de ondas superficiales).  Las ondas de Love se transmiten con una velocidad más baja que las P o las S, pero más rápida que las ondas de Rayleigh. 
Estas ondas son observadas solo cuando una capa de velocidad baja se superpone a una capa o a varias capas de mayor velocidad de propagación.

## Descripción
El movimiento de las partícula de una onda de Love se produce según una línea horizontal perpendicular a la dirección de propagación (es decir, son ondas transversales).  Moviéndose más profundamente en el material, el movimiento puede disminuir en un "nodo" y entonces aumentar y disminuir alternadamente cuando se examinan capas más profundas de partículas.  La amplitud o movimiento máximo de las partículas a menudo disminuye rápidamente con la profundidad.
Dado que las ondas de Love viajan por la superficie de la Tierra, la fuerza (o amplitud) de las ondas decrece exponencialmente con la profundidad de un terremoto.  Aun así, dado su confinamiento a la superficie, su amplitud decae tan solo como {\displaystyle {\frac {1}{\sqrt {r}}}}, donde {\displaystyle r} representa la distancia que la onda ha recorrido desde el origen del terremoto. Las ondas de superficie por lo tanto decaen más despacio con la distancia que como lo hacen las ondas que viajan en tres dimensiones.  Los grandes terremotos pueden generar ondas de Love que pueden rodear la Tierra varias veces antes de disiparse.
Considerando que las ondas de Love se amortiguan tan despacio, son las más destructivas fuera del área inmediata del foco o epicentro de un terremoto, siendo las que la mayoría de personas perciben directamente durante un terremoto.
Antiguamente se creía que los animales como gatos y perros podrían pronosticar un terremoto antes de que sucediese.  Aun así, sencillamente son más sensibles a vibraciones del suelo que los humanos, y son capaces de detectar la agitación más sutil producida por las ondas tridimensionales que preceden a las ondas de Love, como las de los tipos P y S.

## Teoría básica
La conservación del momento lineal de un material linealmente elástico puede ser escrita como
{\displaystyle {\boldsymbol {\nabla }}\cdot ({\mathsf {C}}:{\boldsymbol {\nabla }}\mathbf {u} )=\rho ~{\ddot {\mathbf {u} }}}
donde {\displaystyle \mathbf {u} }  es el vector de desplazamiento y {\displaystyle {\mathsf {C}}} es el tensor de rigidez. Las ondas de Love son una solución especial ({\displaystyle \mathbf {u} }) que satisface este sistema de ecuaciones. Normalmente se utiliza un sistema de coordenadas cartesianas ({\displaystyle x,y,z}) para describir las ondas de Love.
Considerando un medio elástico lineal isótropo en el que las propiedades elásticas son funciones únicamente de la coordenada {\displaystyle z}, los parámetros de Lamé y la densidad de masa pueden ser expresados como {\displaystyle \lambda (z),\mu (z),\rho (z)}. Los desplazamientos {\displaystyle (u,v,w)} producidos por las ondas de Love en función del tiempo ({\displaystyle t}) tienen la forma
{\displaystyle u(x,y,z,t)=0~,~~v(x,y,z,t)={\hat {v}}(x,z,t)~,~~w(x,y,z,t)=0\,.}
Estos son por tanto antiplanos de corte perpendiculares al plano {\displaystyle (x,z)}. La función {\displaystyle {\hat {v}}(x,z,t)} puede ser expresada como la superposición de ondas armónicas con números de onda variables ({\displaystyle k}) y frecuencias ({\displaystyle \omega }). Considérese una sola onda armónica
{\displaystyle {\hat {v}}(x,z,t)=V(k,z,\omega )\,\exp[i(kx-\omega t)]}
donde {\displaystyle i={\sqrt {-1}}}. Las tensiones causadas por estos desplazamientos son
{\displaystyle \sigma _{xx}=0~,~~\sigma _{yy}=0~,~~\sigma _{zz}=0~,~~\tau _{zx}=0~,~~\tau _{yz}=\mu (z)\,{\frac {dV}{dz}}\,\exp[i(kx-\omega t)]~,~~\tau _{xy}=ik\mu (z)V(k,z,\omega )\,\exp[i(kx-\omega t)]\,.}
Si se sustituye el desplazamiento asumido en las ecuaciones para la conservación del momento, se obtiene una ecuación simplificada
{\displaystyle {\frac {d}{dz}}\left[\mu (z)\,{\frac {dV}{dz}}\right]=[k^{2}\,\mu (z)-\omega ^{2}\,\rho (z)]\,V(k,z,\omega )\,.}
Las condiciones de frontera para una onda de Love son que la tracción en la superficie libre {\displaystyle (z=0)} tiene que ser cero. Otro requisito es que el componente de tensión {\displaystyle \tau _{yz}} en un medio en capas tiene que ser continuo en sus contactos. Para convertir la ecuación diferencial de segundo orden en {\displaystyle V} en dos ecuaciones de primer orden, se expresa este componente de tensión en la forma
{\displaystyle \tau _{yz}=T(k,z,\omega )\,\exp[i(kx-\omega t)]}
para mantener las ecuaciones de la conservación del momento de primer orden 
{\displaystyle {\frac {d}{dz}}{\begin{bmatrix}V\\T\end{bmatrix}}={\begin{bmatrix}0&1/\mu (z)\\k^{2}\,\mu (z)-\omega ^{2}\,\rho (z)&0\end{bmatrix}}{\begin{bmatrix}V\\T\end{bmatrix}}\,.}
Estas ecuaciones describen un problema de autovalores cuyas autofunciones solución pueden hallarse mediante distintos métodos numéricos. Otra potente y común aproximación es el método del propagador matricial (también denominado aproximación matricante).